# 住重アテックス
住重アテックス株式会社（すみじゅうアテックス）は、愛媛県西条市今在家に本社を置く企業。住友重機械工業のグループ会社である。放射線技術サービス、検査診断エンジニアリング、テクノリサーチなど、サイクトロンを中心に国内唯一のサービスを行っている。

## 事業所
- 本社 - 愛媛県西条市今在家1501番地

放射線利用事業
- イオンビーム技術部
  - 西条本社 - 愛媛県西条市今在家1501
  - 岡山センター - 岡山県倉敷市玉島乙島8230
- 電子線技術部
  - つくばセンター - 茨城県つくば市緑ヶ原4-16（テクノパーク豊里）
  - 関西センター - 大阪府泉大津市小津島町5-3

- 営業部
  - 東京営業所 - 東京都品川区大崎2丁目1番1号（ThinkPark Tower）

検査診断事業
- 検査診断技術部 - 愛媛県西条市今在家1501
  - 京浜営業所 - 神奈川県川崎市川崎区榎町1-1 川崎センタービル101
  - 千葉営業所 - 千葉県千葉市中央区浜野町885-3 クレストコジマ1F
  - 横須賀事業所 - 神奈川県横須賀市夏島町19
  - 大崎事業所 - 東京都品川区西品川1丁目1番1号 住友不動産大崎ガーデンタワー19F
  - 中部営業所 - 愛知県名古屋市緑区大高町字己新田171番地 大高町GIMUCO B号
  - 愛媛営業所 - 愛媛県新居浜市西原町1-1-77
  - 西日本営業所 - 岡山県倉敷市玉島乙島8230

## 沿革
- 2017年4月 - 住重試験検査と日本電子照射サービスを統合し、住重アテックス株式会社を設立。
- 2024年1月 - 放射線管理サービスセンターを、住重加速器サービス株式会社へ移管